# N’astirh
N’astirh egy kitalált szereplő, démon a Marvel Comics képregényeiben. Első megjelenése az X-Factor 32. számában volt 1988 októberében. A szereplőt Louise Simonson író és Jon Dogdanove rajzoló alkotta meg.
A szereplő csupán egyetlen történet kapcsán, az „Infernóban” szerepelt, mint a Földet megtámadó démoni seregek vezére.

## Története
N’astirh a Limbó nevű démoni zsebdimenzió egyik legtehetségesebb mágusa volt, a dimenzió uralkodójának, Belascónak a tanítványa. Hűséges szolgálata ellenére azonban Belasco egy fiatal lányt, Iljana Raszputyint jelölte ki utódául a Földről. N’astirh rájött, hogy felhasználhatja Iljanát, hogy később magához tudja ragadni a hatalma, ezért megakadályozta Belasco egy másik halomra éhes szolgáját, S’ymet, hogy megölje a fiatal Iljanát, aki viszont riválist látott a lányban. Mikor Iljána fellázadt Belasco ellen, N’Astirh ellopta Belasco leghatalmasabb varázskönyvét mielőtt a lány elpusztíthatta volna azt és a múltba menekült vele ahol elsajátította annak minden varázstudományát. Mágiája segítségével a jövőből a múltba menekítette Iljanát (aki időközben felvette a „Varázs” nevet) valamint társait, az Új Mutánsokat mikor azokra S’ym rátámadt a Limbóban. Meggyőzte Iljanát, hogy fogadja el sötét oldalát, vagyis a Lélekkardot, mert csak így mentheti meg barátait, majd visszaküldte őket a jövőbe. Mikor a múltban a fiatalabb Iljana, Limbó új uralkodója elhagyta birodalmát, S’ym megidézte N’astirhot, hogy erőiket egyesítve, ketten letaszítsák Iljánát a trónjáról.
Ahhoz, hogy a Földet is meghódíthassák 13 mutáns gyermekre volt szükségük, akiket felhasználva nyitva tudják tartani a kaput a Limbó és a Föld között. Ennek érdekében N’astirh számos szövetségest szerzett a Földön. Cameron Hodge, cserébe az erőért amit N’astirh adhat neki, felajánlotta, hogy beszerzi a gyermekeket. Egy másik szövetségese akinek szintén gyermekeket kellett volna szereznie számára a Power Kölykök egyik ellensége, Douglas Carmody volt aki azonban elbukott az Power Kölykök és az Új Mutánsok ellen, ezért N’astirh démonná változtatta, hogy legalább ilyen formában szolgája őt. Mivel szövetségesei képtelenek voltak beszerezni számára a szükséges gyermekeket, N’astirh maga jött el a Földre és főhadiszállását egy temetőben rendezte be. N’astirh legértékesebb szövetségesének Madelyne Pryor, az X-Men tiszteletbeli tagja bizonyult, aki vissza akarta szerezni gyermekét és bosszú akart állni férjén, Küklopszon aki elhagyta őt. A nő egyre jobban a démon befolyása alá került, és átváltozott a Koboldkirálynővé. Közben N’astirh egy Taki nevű fiatal mutánst arra kényszerít, hogy technomorfikus képességeivel olyan számítógépet építsen neki amivel varázslatai gyorsabban működhetnek. A Hodgeval kötött szövetség akkor bomlott fel, mikor kiderült, hogy a Hodge által megadott helyeken a démonok már nem találtak mutáns gyermekeket. Mielőtt N’astirh felbontotta volna a szövetséget Hodge még elmondta neki, hogy egy nebraskai árvaház titkos alagsorában biztosan megtalálja a gyermekeket. N’astirh ezután visszahívta a Hodgeot támogató démonokat, Hodgeval pedig látszólag végzett a bosszúra éhes Angyal. N’astirh elvezette a Koboldkirálynőt az árvaházba, ahol gyermekét sejtette, de a nő végül Mr. Sinister fogságába esett, N’astirh pedig elmenekült.
A Times Squareen eközben megnyílt a Varázs által megnyitott kapu a Földre, N’astirh pedig felhasználta a 13 mutáns csecsemőt, hogy azt nyitva is tartsa. A kapun keresztül a démonok elkezdték elárasztani New York városát. A terv megvalósulása után a S’ym és közte lévő szövetség gyorsan felbomlott és a két démon egymás ellen kezdett harcolni. S’ym megfertőzte N’astirht a technarchi átváltoztató vírussal, de ahelyett, hogy sikerült volna elszívnia N’astirh életerejét a démon még erősebb lett a vírustól.
N’astirh átadta a Koboldkirálynőnek a fiát, aki időközben kiszabadult Mr. Sinister fogságából. Az invázió közben N’astirh a Pokoltűz Klub tagjainak és Magnetónak is felajánlotta a szövetséget, de azok visszautasították azt. A Vészmanó viszont kész lett volna eladni a lelkét a démonnak,  ha cserébe valódi démoni erőt kap tőle. N’astirh nem tartotta sokra a Vészmanó lelkét, de amiért megnevettette, teljesítette a kívánságát. A helyszínre érkező Excalibur csapatának egyik tagját, Meggant, akit empatikus alakváltó képessége miatt hatalmába kerített a várost eluraló sötétség, N’astirh a Koboldhercegnővé változtatta. A Koboldkirálynő N’astirhal arra készült, hogy feláldozza fiát az átváltozott Empire State Buildingen, mikor az X-Men és az X-Faktor csapata megtámadta őket. A harc során Vihar Jégember segítségével trópusi párát hozott létre, ami rövidzárlatot okozott N’astirh szerves áramköreiben, majd Vihar egy villámcsapással végzett a démonnal.

## Képességei
N’astirh képzett varázsló volt, melynek tudományát Belasco könyveiből tanulta. Ezen képességei leginkább Limbó földjén működtek, mivel az a világ nem az emberek által ismert fizikára, hanem mágiára épül. A Földön N’astirhnak a különböző varázslatok és mágiák több időbe és energiába kerültek. Képes volt másokat démonokká változtatni, azáltal, hogy felszínre hozta az áldozatok sötét oldalát és „eltávolította” megmaradt emberi lényüket. Képes volt repülni, energiacsapást kibocsátani, erőteret létrehozni és méretét tetszése szerint változtatni.
A technarchi átváltoztató vírussal való fertőződése után képessége és ereje nagyban megnőtt. Élő számítógéppé vált, mely mágiát „futtatott”. Ennek köszönhetően a különböző varázslatokat sokkal gyorsabban volt képes végrehajtani. Akárcsak a többi átváltoztató vírussal fertőzött lény, ő is képes volt akár egyetlen megmaradt sejtjéből újjáalkotni egész testét, valamint másokat is képes volt megfertőzni a vírussal, majd elszívni az életerejüket.